# Ling Yun
 (mars 2018).
Ling Yun (en chinois 凌雲, Líng Yún, de nom vrai nom Lin Long-song) est un acteur taïwanais ayant fait une grande partie de sa carrière dans le cinéma hongkongais. 

## Carrière
Né en 1941 à Taiwan, il suit des cours de comédie et débute dans des productions taïwanaises au sein du studio Yufeng, pionnier du cinéma taïwanais. Après ses deux ans de service militaire il signe en 1964 un contrat à la Shaw Brothers de Hong Kong sur recommandation du réalisateur Pan Lei, et prend le pseudonyme de Ling Yun. Il tourne ainsi son premier film pour le studio, Pink Tears, en tant qu’acteur principal aux côtés des stars confirmées Julie Yeh Feng et Fung Bo-bo. En raison de son physique avenant, il joue souvent des personnages positifs virils et séduisants au charme ténébreux et au magnétisme fascinant, quasi-animal ; il tourne au départ plutôt des films contemporains, notamment dans plusieurs films d’espionnage dérivés de James Bond, et des comédies romantiques (il donne ainsi la réplique à la plupart des stars féminines du studio : Lily Ho, Li Ting, Pat Ting Hung, Li Ching, Ching Li, Ching Li, Jenny Hu etc), puis à partir du milieu des années 1970 surtout des wu xia pian.
À l’expiration de son contrat à la Shaw en 1977, il poursuit sa carrière en indépendant.

## Filmographie partielle
Il a joué dans une centaine de films, dont :
- 1965 : Pink Tears, avec Julie Yeh Feng et Fung Bo-bo : Zhang Zhi-ping
- 1966 : Rose, be my Love, avec Li Ting[Lequel ?] : Ling Jia-liang
- 1966 : Sweet and Wild, avec Li Ching : Da Hai
- 1967 : Hong Kong Nocturne, avec Lily Ho : Feng Yun-tai, amant de Tsui-tsui
- 1967 : King Drummer, avec Lily Ho : Sun Chih-chiang, le percussionniste éponyme
- 1968 : The Rainbow avec Chin Ping : Liang Ming-hua
- 1969 : Dark Rendezvous, avec Chiao Chiao : Chang Wen-Chiang
- 1969 : Unfinished Melody: Zhao Yu-Pang
- 1969 : Twin Blades of Doom : Chang Qi-lang
- 1970 : The Iron Buddha : Luo Han
- 1970 : Love Without End avec Jenny Hu : Tang Peng Nan
- 1971 : We Love Millionaires : Gao Lang
- 1971 : The Venus' Tear Diamond, avec Lily Ho : Kenneth Cheung
- 1972 : Flower in the Rain avec Lily Ho : Yuan Ping
- 1972 : The Deadly Knives, avec Ching Li : Yan Zi Fei
- 1972 : The Merry Wife, avec Li Ching : Lin Min
- 1973 : Heroes of the Underground : Ding Yi-Shan
- 1974 : Sex, Love and Hate, avec Ching Li : Du Zhichao
- 1974 : Hong Kong 73 : M. Chung
- 1974 : Five Tough Guys: général Tsai Song-Po
- 1974 : Sorrow of the Gentry : Yang Zhi-Xiang, le second maître
- 1974 : Thirteen :  Shih Hsin-Chiao
- 1976 : La Guerre des clans : Yeh Hsiang
- 1976 : Killers on Wheels : Guo Jian-Zhong
- 1976 : The Last Tempest, avec Lisa Lu : Kang You Wei
- 1977 : Le Complot des clans : Yi Tien-Hung
- 1977 : To Kill a Jaguar : Ko Tang
- 1977 : Death Duel : Yen Shih-San
- 1978 : Clan of Amazons : Jin Juiling
- 1980 : Swift Sword : Bai Yipeng
- 1980 : The Revenger
- 1980 : The Story of Buddha
- 1981 : The Last Duel : Ximen Chei-Shue
- 1981 : The Call of Duty
- 1982 : Escape to Freedom
- 1984 : The Supreme Swordsman : Yu Yi-Fei